# Mark Viduka
Mark Anthony Viduka [ˈmaː(r)k ˈʋiduka] (* 9. Oktober 1975 in Melbourne, Victoria) ist ein ehemaliger australischer Fußballspieler kroatischer Herkunft. Er spielte auf der Position des Mittelstürmers.

## Karriere

### Vereine
Ähnlich wie Josip Šimunić begann auch Vidukas Karriere bei den Melbourne Knights (ab 1993), einem mehrmaligen australischen Meister, dessen Team sich aus kroatischen Immigranten zusammensetzte. 1995 wurde er von Franjo Tuđman, dem kroatischen Staatspräsidenten, umworben und verließ daraufhin den Verein, um zu Croatia Zagreb zu wechseln. Dort blieb er drei Spielzeiten lang und konnte mit dem Verein dabei jeweils das Double gewinnen.
In der zweiten Qualifikationsrunde der UEFA Champions League 1998/99 schaltete Croatia Zagreb den schottischen Meister Celtic Glasgow aus. Als Viduka daraufhin sein Interesse für einen Wechsel nach Schottland bekundete, wurde er im November 1998 von Celtic für drei Millionen britische Pfund verpflichtet. Er unterschrieb einen Vierjahresvertrag, verließ seinen neuen Verein im Dezember 1998 aber wieder, ohne ein einziges Mal gespielt zu haben. Am 15. Januar 1999 kehrte Viduka zu Celtic zurück und gab an, zwischenzeitlich ein Ende seiner Karriere aus Stressgründen in Erwägung gezogen zu haben. Zudem hatte es Probleme bei der Überweisung seiner Transfersumme an Dinamo Zagreb gegeben, die erst im April 1999 beseitigt werden konnten. Im Februar 1999 lief Viduka zunächst für das Reserveteam von Celtic auf, debütierte dann aber auch in der Rückrunde der Saison 1998/99 in der Scottish Premier League. Aufsehen erregte zudem seine Rote Karte im Meisterschaftsspiel gegen Dunfermline Athletic am 8. Mai 1999, die er für das Bespucken des gegnerischen Mittelfeldspielers Marc Millar erhalten hatte und die neben einer Geldstrafe auch eine mehrwöchige Sperre nach sich zog. Viduka erzielte in seiner ersten kompletten Spielzeit 25 Tore in der Meisterschaft und wurde damit Torschützenkönig der Scottish Premier League 1999/2000. Im Mai 2000 wurde er daraufhin zu Schottlands Fußballer des Jahres gewählt.
Im Juni 2000 waren Vidukas Dienste dem englischen Klub Leeds United schon sechs Millionen £ wert. Dort spielte er unter anderem mit Alan Smith, Robbie Keane und Harry Kewell zusammen im Angriff. Nachdem er im Januar 2001 zu Ozeaniens Fußballer des Jahres 2000 gekürt und mit 17 erzielten Treffern in der Premier League 2000/01 Drittbester in der Torschützenliste geworden war, unterzeichnete er im Juni 2001 einen neuen Fünfjahresvertrag bei Leeds United. Am Ende der Saison 2002/03 belegte der Klub trotz 20 Toren von Viduka nur den 15. Rang und verpasste damit die Teilnahme an einem europäischen Wettbewerb. In der Folgesaison wurde der hoch verschuldete Verein Vorletzter und musste in die Football League Championship absteigen.
Viduka wechselte im Juli 2004 zum FC Middlesbrough, mit dem er das Finale des UEFA-Pokals 2005/06 erreichte. Zur Saison 2007/08 wechselte der Stürmer ablösefrei zu Newcastle United, wo er einen Zweijahresvertrag unterschrieb. Am Ende seiner ersten Saison für Newcastle zog Viduka sich eine Achillessehnenverletzung zu, die eine mehrmonatige Pause zur Folge hatte. Um nicht länger auszufallen, verzichtete er auf eine Operation und ließ sich stattdessen zu Beginn der Saison 2008/09 fitspritzen. Nach dem Abstieg des Klubs 2009 in die zweitklassige Football League Championship wurde sein Vertrag nicht verlängert. Ein Folgeangebot von FC Fulham lehnte Viduka ab und kehrte mit seiner Familie stattdessen in seine Heimatstadt Melbourne zurück. Nach einer längeren Zeit ohne Verein beendete der Vater dreier Söhne seine Karriere.

### Nationalmannschaft
Am 8. Juni 1994 und am 12. Juni 1994 kam Viduka bei den 1:0-Siegen in den Freundschaftsspielen gegen Südafrika zu seinen ersten beiden Einsätzen in der australischen Nationalmannschaft. Erst 1997 wurde er erneut berücksichtigt und später zum Mannschaftskapitän ernannt. Dieses Amt übte er auch bei der Fußball-Weltmeisterschaft 2006 aus. Im September 2006 erklärte Viduka nach 37 absolvierten Spielen, in denen er sechsmal getroffen hatte, seinen Rücktritt aus der Nationalmannschaft. Doch es folgte schnell der Rücktritt vom Rücktritt und Mark Viduka führte die Socceroos auch beim Asien-Cup 2007 als Mannschaftskapitän an. Das am 21. Juli 2007 im Elfmeterschießen gegen Japan verlorene Viertelfinale war zugleich Vidukas letztes Länderspiel für Australien.

## Titel und Erfolge
- Kroatische Meisterschaft: 1996, 1997, 1998
- Kroatischer Pokal: 1996, 1997, 1998
- UEFA-Pokal 2005/06: Finaleinzug
- Einzug ins Achtelfinale der Fußball-Weltmeisterschaft 2006
- Schottischer Torschützenkönig: 1999/2000
- Ozeaniens Fußballer des Jahres: 2000

## Sonstiges
Mark Viduka betreibt heutzutage ein Café in der kroatischen Hauptstadt Zagreb.